# Nextbike
A nextbike egy német informatikai vállalkozás, mely kerékpármegosztó rendszerek fejlesztésével és üzemeltetésével foglalkozik. Hazánkban arról nevezetes, hogy a MOL Bubit kivitelező konzorcium alvállalkozójaként részt vett a budapesti közbringarendszer létrehozásában.

## Története
A nextbike GmbH-t 2004-ben alapították a németországi Lipcsében. A vállalkozás egy 20 kerékpárból álló lipcsei hálózattal indult, amely 2014-re már 20000-nél is több kerékpárt üzemeltet Németországban és más országok nagyvárosaiban, például Budapesten, Dubajban, Rigában, illetve Glasgowban. Világszerte 16 országban üzemeltetnek közbringarendszereket, ezek a következők: Ausztria, Bulgária, Ciprus, Egyesült Arab Emírségek, Horvátország, Lengyelország, Lettország, Magyarország, Nagy-Britannia, Németország, Svájc, Szaúd-Arábia, Törökország, Ukrajna, USA, Új-Zéland.
2016-ban a nextbike legnagyobb hálózatai a 2600 kerékpárból álló varsói Veturilo és az 1150 kerékpárból álló budapesti MOL Bubi.

## Tevékenységi körei

### Közösségi kerékpármegosztó rendszerek
A 2000-es évek egyre terjedő új közlekedési módja, mely a városi közlekedésben versenyképes alternatívává teszi a kerékpározást olyanok számára, akik nem rendelkeznek saját kerékpárral. A nextbike ilyen rendszerek informatikai és hardverfejlesztésével foglalkozik. Termékei egyrészt a kerékpárokon, a dokkolóállomásokon és a vezérlést felügyelő központokban létesített hardvermegoldások, másrészt az ezeken futó szoftverek. Magyarországon jött létre a nextbike egyik legnagyobb ilyen rendszere, a budapesti MOL Bubi.

### Iskolai és vállalati kerékpáros rendszerek
Egyes egyetemek és vállalatok az épületeik közötti közlekedést megkönnyítendő kerékpármegosztó rendszereket létesíttetnek. Ezeket jellemzően a hallgatók/dolgozók veszik igénybe az intézmény területén belül. Ilyen rendszert üzemeltet 2013 óta Telebike néven a T-Systems cég telephelyei között Budapesten.

### Egyéb kerékpárkölcsönző rendszerek
Hotelek, szálláshelyek közelében telepítenek olyan állomásokat, melyeket a vendégek bérelhetnek rövidebb időre. Ilyen rendszerekben gyakran kevés az állomások száma, a szolgáltatás inkább hasonlít a hagyományos kerékpárkölcsönzésre.